# Klassiker der Sozialrevolte
Klassiker der Sozialrevolte ist eine deutschsprachige Buchreihe, die in Münster im Verlag Unrast erscheint. Sie erscheint seit 1998 und umfasst bis zum Sommer 2019 knapp dreißig Bände. Zu den Klassikern zählt der Verlag historische Texte aus sozialen Bewegungen bzw. aus dem Kontext sozialer Revolutionen – von den Frühsozialist(inn)en der Französischen Revolution bis zur APO in den 1960er Jahren.

## Bände
- Wobblies: Politik und Geschichte der IWW / Gabriel Kuhn (Hrsg.) 2019
- Memoiren. Louise Michel. 2017
- Die Propaganda der Tat: Standpunkte und Debatten (1877–1929). Herausgegeben, eingeleitet und mit Anmerkungen versehen von Philippe Kellermann. 2016 Inhalt
- Die Einigung des revolutionären Proletariats im Bolschewismus. Erich Mühsam. 2015
- Die Politik der Internationale. Michael Aleksandrovič Bakunin. 2015
- Anarchistische Interventionen. Errico Malatesta. 2014
- Was ist das Eigentum? Pierre-Joseph Proudhon. 2014
- Anarchismus und andere Essays. Emma Goldman. 2013
- Anarchistischer Sozialismus. Augustin Souchy. 2010
- Der Aufstand von Kronstadt. Volin. 2009, 2. Aufl.
- Die Geschichte der Machno-Bewegung. Petr A. Aršinov. 2009, 2. Aufl.
- Der Staat. Pëtr Alekseevič Kropotkin. 2008
- Alle Macht den Räten! / Bd. 1. Novemberrevolution 1918. 2007
- Alle Macht den Räten! / Bd. 2. Rätemacht in der Diskussion. 2007
- Der syndikalistische Frauenbund. Milly Witkop. 2007
- Anarchismus in einer Nußschale. Johann Most. 2006
- Die freie Gesellschaft. Most, Johann. 2006
- Tierra y libertad. Ricardo Flores Magón. 2005
- Der deutsche Bauernkrieg. Friedrich Engels. 2004
- Die Pariser Kommune vom 18. März 1871. Petr Lavrovič Lavrov. 2003
- Die Revolution. Gustav Landauer. 2003
- Memoiren eines Revolutionärs. Pëtr Alekseevič Kropotkin. 2002 (2 Bände)
- Die Tat. Alexander Berkman. 2001
- Die revolutionäre Frage. Michael Aleksandrovič Bakunin. 2000
- Der Aufstand von Kronstadt. Volin. 1999
- Achtzehnhundertachtundvierzig. Otto Rühle. 1998
- Die Geschichte der Machno-Bewegung. Petr A. Aršinov. 1998